# Yakawewa
Yakawewa är en administrativ by i Sri Lanka.   Den ligger i provinsen Norra Centralprovinsen, i den norra delen av landet, 190 km norr om huvudstaden Colombo.